# انجمن خوردگی ایران
انجمن خوردگی ایران یک مؤسسه علمی-پژوهشی است که در زمینهٔ خوردگی سازه‌های فلزی در صنایع فعالیت می‌کند. این انجمن در سال ۱۳۷۲ و توسط جمعی از استادان دانشگاه‌های ایران بنیان‌گذاری شد. اهداف اصلی این انجمن عبارت‌اند از: ارتقاء سطح دانش مهندسی خوردگی، مطالعه و تحقیق در جهت حفظ سازه‌های فلزی، تلاش در جهت حفظ تأسیسات و زیرساخت‌های صنعتی و غیر صنعتی در برابر خوردگی، جلوگیری از هدررفت سرمایه‌های ملی و همچنین کاهش خسارات مالی و جانی ناشی از خوردگی تأسیس صنعتی. این انجمن همچنین دو نشریه تخصصی با نام فصلنامه زنگ و فصلنامه علمی-پژوهشی علوم و مهندسی خوردگی و همچنین بیش از ۸۰ عنوان کتاب به چاپ رسانده است.

## اعضای هیئت مؤسس
اعضای مؤسس این انجمن توسط ۱۳ نفر که عمدتاً استادان دانشگاه‌های ایران بودند تأسیس شد. در زیر نام و سمت این افراد آمده است. (سمت‌های عنوان شده مربوط به زمان تأسیس انجمن است):
- دکتر محمدرضا ارشدی (عضو هیئت علمی دانشگاه صنعتی شریف)
- دکتر عبدالله افشار (عضو هیئت علمی دانشگاه صنعتی شریف)
- دکتر محمود پاکشیر (عضو هیئت علمی دانشگاه شیراز)
- دکتر مجتبی خلیل عراقی (مشاور مجتمع مس سرچشمه)
- دکتر عماد رعایایی (عضو هیئت علمی پژوهشگاه صنعت نفت)
- مهندس رحیم زمانیان (کارشناس ارشد وزارت نفت)
- دکتر احمد ساعتچی (عضو هیئت علمی دانشگاه صنعتی اصفهان)
- دکتر سیدمحمد سیدرضی (مشاور توانیر)
- دکتر محسن صارمی (عضو هیئت علمی دانشگاه تهران)
- دکتر منصور فرزام (عضو هیئت علمی دانشگاه صنعت نفت)
- دکتر محمد قربانی (عضو هیئت علمی دانشگاه صنعتی شریف)
- مهندس سیدمحمود کثیریها (عضو هیئت علمی دانشگاه صنعتی امیرکبیر)
- دکتر ناصر گیوه‌چی (کارشناس ارشد وزارت نفت)

## هیئت مدیره کنونی
- اعضای اصلی هیئت مدیره:
  - دکتر ابراهیم حشمت دهکردی، (رئیس هیئت مدیره)
  - دکتر داریوش ماسوری، (نایب‌رئیس هیئت مدیره)
  - مهندس احمدرضا بحرانی، (خزانه‌دار)
  - مهندس علیرضا حاتمی‌منفرد، (عضو)
  - مهندس محمد نجمی، (عضو)
  - دکتر اسمعیل اکبرنژاد، (عضو)
  - دکتر فرشته رضایی، (عضو)
- اعضای علی‌البدل هیئت مدیره:
  - مهندس سید محمود کثیریها
  - مهندس هادی جامعی
- بازرس اصلی:
  - دکتر هادی عادل‌خانی
- بازرس علی‌البدل:
  - مهندس کاظم کوزه‌کنانی

## فعالیت‌ها

### برگزاری کنگره‌های ملی خوردگی
نخستین کنگره ملی خوردگی به تاریخ ۸ آبان ۱۳۶۷ در دانشکده فنی دانشگاه تهران برگزار شد. پس از ثبت و تأسیس
این انجمن در سال ۱۳۷۱، سومین کنگره ملی خوردگی با تلاش این انجمن انجام گرفت. از آن پس برپایی سالانهٔ این گردهمایی به همت انجمن خوردگی ایران پی گرفته شده‌است.

#### داخلی
برگزاری منظم گردهمایی کنگره‌های ملی خوردگی، ازجمله:
- سیزدهمین کنگره ملی خوردگی، دانشکده شیمی دانشگاه تبریز، تبریز، ۲۶ تا ۲۸ اردیبهشت ۱۳۹۱[۱۳]
- چهاردهمین کنگره ملی خوردگی، پردیس دانشکده‌های فنی دانشگاه تهران، تهران، ۲۴ تا ۲۶ اردیبهشت ۱۳۹۲[۱۴]
- پانزدهمین کنگره ملی خوردگی، پژوهشگاه پلیمر و پتروشیمی ایران، تهران، ۲۹ مهر تا ۱ آبان ۱۳۹۳[۱۵]
- شانزدهمین کنگره ملی خوردگی، مرکز همایش‌های بین‌المللی پژوهشگاه صنعت نفت، تهران، ۳ تا ۵ آذر ۱۳۹۴[۱۶]
- هفدهمین کنگره ملی خوردگی، دانشگاه صنعتی امیرکبیر - پردیس بندرعباس، ۱۶ تا ۱۸ آذر ۱۳۹۵[۱۷]
- هجدهمین کنگره ملی خوردگی، هتل المپیک، تهران، ۳ تا ۵ بهمن ۱۳۹۶[۱۸]

#### بین‌المللی
در روزهای ۲۴ تا ۲۷ اردیبهشت ماه ۱۳۸۶، نخستین کنگره بین‌المللی خوردگی ایران و کارگاه‌های آموزشی آن، به کوشش انجمن خوردگی ایران، در هتل المپیک، تهران برگزار شد. در این همایش علاوه بر محققان داخلی، پژوهشگران بیش از ۸ کشور حضور داشتند.

### برگزاری دوره‌های آموزشی تخصصی
مرکز آموزش انجمن خوردگی ایران دوره‌های آموزشی تخصصی متنوعی را برگزار می‌کند.
این مرکز امکاناتی برای برگزاری این دوره‌ها در محل انجمن تدارک دیده است تا پرسنل و متخصصین شرکت‌ها بتوانند، آموزش‌های مورد نیاز خود را دریافت کنند.
با توجه به حیطه تخصصی انجمن خوردگی ایران، حداقل دوره‌های آموزشی قابل ارائه در این انجمن را می‌توان به‌صورت زیر دسته‌بندی نمود:
- دوره‌های مرتبط با موضوع شناسایی، ارزیابی و کنترل خوردگی از طریق شرایط‌سازی
- دوره‌های مرتبط با موضوع رنگ و پوشش‌دهی
- دوره‌های مرتبط با موضوع حفاظت کاتدی
- دوره‌های مرتبط با موضوع انتخاب مواد بر مبنای خوردگی

زمان‌بندی این دوره‌ها در آغاز هر نیم‌سال، با عنوان تقویم آموزشی منتشر می‌شود.

### انتشارات
- فصلنامهٔ علوم و مهندسی خوردگی[۲۳] با هدف انتشار نتایج جدیدترین تحقیقات و پژوهش‌های انجام‌شده در زمینه علم و مهندسی خوردگی فلزات[۲۴]
- فصلنامهٔ زنگ[۲۵] نشریهٔ تخصصی به منظور انتشار آخرین یافته‌های علمی کاربردی در جهت ارتقاء سطح دانش خوردگی
- خبرنامهٔ الکترونیکی خوردگی از آبان ۱۳۸۹ به منظور انتشار اخبار، سخنرانی‌های علمی - تخصصی، برگزاری کارگاه‌های آموزشی، معرفی نشریات تخصصی، همایش و نمایشگاه‌های داخلی و بین‌المللی، فراخوان مقاله در کنگره‌های پیش رو، و آگهی ارائه می‌شود. نسخهٔ الکترونیکی (PDF) خبرنامه در آرشیو تارنمای انجمن در دسترس است.[۲۶]
- چاپ بیش از ۸۰ عنوان کتاب در زمینه خوردگی، ازجمله مجموعه مقالات کنگره‌های خوردگی. فهرست کتاب‌های منتشر شده در انجمن خوردگی ایران